# Oblada melanura
Oblada melanura (Linnaeus, 1758) é uma espécie de peixes pelágicos teleósteos da família Sparidae. É a única espécie do género monotípico Oblada, com distribuição natural no Mediterrâneo, no Atlântico oriental, no Mar Vermelho e no Índico ocidental.

## Descrição
O. melanura é um peixe de forma ovalada, em geral com 20 cm de comprimento, mas podendo atingir os 35 cm em alguns casos, coloração corporal cinzento-prateada com uma mancha negra na base da barbatana caudal rodeada por um rebordo branco.
A espécie ocorre nas águas litorais, até aos 30 m de profundidade, sendo mais comum entre os 5 e os 20 m de profundidade. Prefere habitats rochosos, mas ocorre em pradarias submarinas. Tem hábitos gregários, formando grandes cardumes. A espécie é carnívora